# 好来宝
好来宝，蒙古族的一种说唱艺术，起源于公元12世纪前后。起初流传于科尔沁、喀喇沁一带，后扩展到内蒙古自治区及其周边省份的其他蒙古族聚居区。好来宝的演唱形式有单人唱、对唱、重唱、多人合唱等。好来宝多为即兴演唱，唱词与民歌类似。2008年6月7日，好来宝被列入中国第二批国家级非物质文化遗产名录。